# カインド・オブ・ブルー
『カインド・オブ・ブルー』（Kind of Blue）は、ジャズ・トランペッター、マイルス・デイヴィスのスタジオ・アルバム。1959年3月・4月の2度にわたって録音、同年8月にリリースされた。マイルスの代表作であり、モダン・ジャズ屈指の傑作とされているアルバムでもある。

## 概要
マイルスのバンドは、『マイルストーンズ』（1958年）でキャノンボール・アダレイ（アルト・サックス）を加えて6人編成となり、従前のハード・バップ・スタイルに留まらない、「モード・ジャズ」と呼ばれる新たな演奏手法に挑むようになった。
1958年中期からは短期間ながらビル・エヴァンス（ピアノ）も加え、更にモード・ジャズを発展させた。エヴァンス、そして本作にも参加しているジョン・コルトレーンも、マイルスの後を追うようにモード・ジャズを世に広めていった。マイルス本人は、この時期はエヴァンスの影響からモーリス・ラヴェルなどクラシックの作曲家を研究しており、本作にもそうした要素がどこかに入っていると語っている。
「ソー・ホワット」は、マイルスの口癖をタイトルにした曲で、後にビル・エヴァンスもジェレミー・スタイグとの共演盤『ホワッツ・ニュー』で再演した。
1997年の再発CDで、「フラメンコ・スケッチ」の別テイクがボーナス・トラックとして収録された。

## 影響
モダン・ジャズ屈指の傑作とされ、またモード・ジャズを代表する作品の一つ。そのコンセプトは、以後のジャズ界に大きな影響を与えた。
全米でのセールスは500万枚以上、全世界でのトータルセールスは1000万枚を突破しており、現在までジャズ・アルバムとしては異例のロング・セラーとなっている。
2003年、ローリング・ストーン誌が大規模なアンケートで選出したオールタイム・グレイテスト・アルバム500で、ジャズのアルバム、50年代以前に発表されたアルバムとして最高位の12位にランク・イン(2020年の改訂版では31位)。
2008年に、発売50周年を記念した「50th Anniversary Collector's Edition」（50周年記念コレクターズエディション）が限定ボックスセットとして発売された。オリジナル音源に完全未発表テイクやレア音源を収録した2枚組CDに加え、DVDと本作のアナログ盤（180グラム青盤カラーLP）、ブックレット、写真、ポスターが豪華特典として含まれている。翌2009年には、ボックスセットの2枚組CDが単体で「50th Anniversary Edition」として、そしてその2枚組CDにDVDを加えたものが「50th Anniversary Legacy Edition」として発売された。後者には国内盤とEU盤の2種類があるが、EU盤のDVDは日本語字幕を表示可能（前述のコレクターズエディションに収蔵のDVDも同様）。

## 収録曲
クレジット上では全曲マイルス・デイヴィス作曲。ただし、「ブルー・イン・グリーン」はビル・エヴァンスによる作曲という記述もあり、現在はデイヴィスとの共作名義にされることが多い。
「フラメンコ・スケッチ」もエヴァンスのアイディアに基づく。レナード・バーンスタインが1944年に作曲したナンバー「サム・アザー・タイム」の冒頭モチーフを元に、1958年12月にエヴァンスのソロピアノによる即興演奏で録音され、翌年発売のアルバム「エヴリバディ・ディグス・ビル・エヴァンス」に収録された「ピース・ピース」が、その原型である。
A面
1. ソー・ホワット - So What
2. フレディ・フリーローダー - Freddie Freeloader
3. ブルー・イン・グリーン - Blue In Green

B面
1. オール・ブルース - All Blues
2. フラメンコ・スケッチ - Flamenco Sketches

正規CD追加収録
- フラメンコ・スケッチ（別テイク）

## 演奏メンバー
- マイルス・デイヴィス - トランペット
- ジョン・コルトレーン - テナー・サックス
- キャノンボール・アダレイ - アルト・サックス（on1.,2.,4.,5.,6.）
- ビル・エヴァンス - ピアノ（on1.,3.,4.,5.,6.）
- ウィントン・ケリー - ピアノ（on2.）
- ポール・チェンバース - ベース
- ジミー・コブ - ドラム

## エピソード
- 録音当時、既にビル・エヴァンスはマイルスのバンドから脱退しており、新人のウィントン・ケリーがピアノの後任となっていたが、マイルスは本作録音のため、モード手法への造詣が深いエヴァンスを一時的に招いた。ケリーはアルバム中で唯一の軽快なブルースナンバーである「フレディ・フリーローダー」1曲のみに参加している。
- エヴァンスは本アルバムのライナーノーツも執筆した。彼は文中で日本の水墨画の筆遣いを例えにあげながら、バンドが取り組んだ新しいジャズの即興性について語っている[3]。
- 1959年8月に発売されたアルバムジャケットおよびレーベルでは、なぜか「オール・ブルース」と「フラメンコ・スケッチズ」が、曲とタイトルを入れ違えた形で記載されており、ビル・エヴァンス自筆の解説文においても、この2曲は入れ違って表記されていた。レーベル面のミスは同年10月の追加プレス以降は訂正されたが、ジャケット裏側の曲名記載ミスは1990年代のCD時代まで続いていて、混乱を招いた。このアルバムと同年にベツレヘム・レーベルで録音された歌手のフランク・ミニオンのアルバム「The Soft Land of Make Believes」にはビル・エヴァンスの参加を得ていたにもかかわらず、ミニオンは「オール・ブルース」を「フラメンコ・スケッチズ」の題名で、フラメンコにちなむ内容の自作歌詞を付けて歌った。
- 録音時のスタジオではアンペックス製の3トラックステレオ録音機300-3を2台使って、メインとサブの2組のテープデッキが作動していたが（いずれもScotch製磁気テープ）、オリジナル・アルバムのA面に収録されていた「ソー・ホワット」「フレディ・フリーローダー」「ブルー・イン・グリーン」の3曲の録音の際には、メインデッキの駆動が不調だった模様で、規定より僅かに遅いスピードでテープが回っていた。このためレコード化の際に正常なデッキで再生されたメインテープ音源は、ピッチが原音から僅かに高く狂った状態になっていた。発売後30年以上の間、音感の鋭いミュージシャン等の間でこれを不思議に思う者はあったようだが、1992年、A面の曲が録音されたオリジナルの3トラックのセッション・テープがようやく発見され（それもメインとサブと同時）、この際、2つのオリジナル・テープの聞き比べによってメインデッキのトラブルによるピッチ狂いが判明し、3曲の音源がサブテープに切り替えられて市販CDのピッチ是正が実現したのは、実に1993年のことであった。ちなみにこのピッチを是正した初出CDは、20ビットマスタリングでSBM処理が施され、日米共に24KゴールドCD仕様で発売され、生産数も非常に僅かだったこともあり、日本盤は発売と同時に売り切れたため、非常に貴重なレア・アイテムとなっている。このCDは日本ではソニー・ミュージックから、SRCS6681という規格番号にて発売された[4]。